# Multicotyle purvisi
Multicotyle purvisi är en plattmaskart som beskrevs av Dawes 1941. Multicotyle purvisi ingår i släktet Multicotyle och familjen Aspidogastridae. Inga underarter finns listade i Catalogue of Life.